# Finther Wald

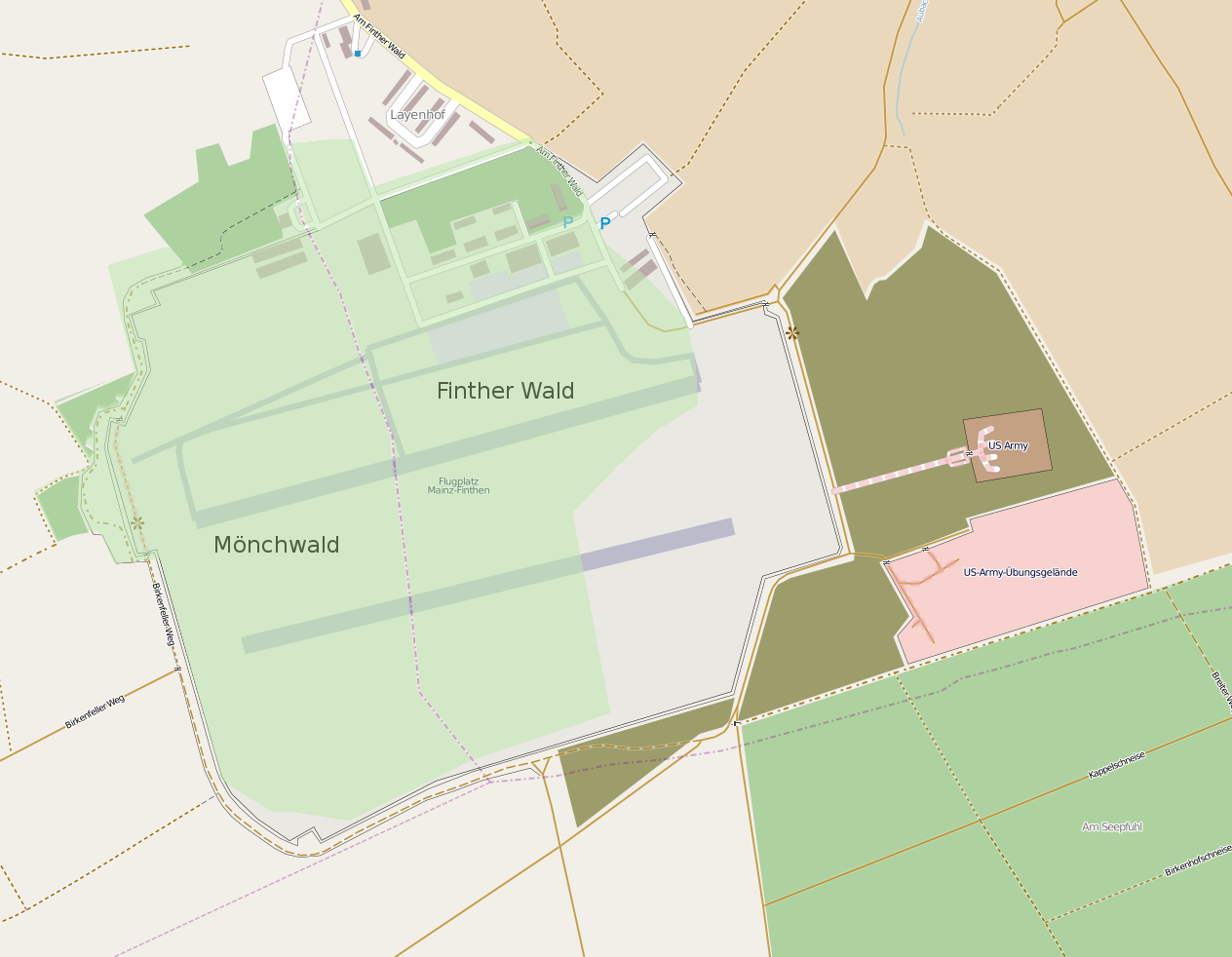
Der ehemalige Finther Wald und der Mönchwald, heute Flugplatz Mainz-Finthen. Die gestrichelte Linie markiert die Gemarkungsgrenze. Hellgrün: Die 1939 gerodeten Waldflächen. Dunkelgrün: Die heute noch vorhandenen Restflächen

Der Finther Wald war ein ca. 49 ha großes, zu Finthen gehörendes Teilstück eines kleineren  Mischwaldes in Rheinhessen. Er lag südwestlich des Ortes in unmittelbarer Nachbarschaft zum Ober-Olmer Wald an der Gemarkungsgrenze zu Wackernheim. Das westliche anschließende, auf Wackernheimer Gebiet gelegene, 51 ha große Teilstück wurde ursprünglich Mönchwald, bzw. Münchwald genannt.
1939 wurde das gesamte Waldstück, bis auf wenige Reste, zur Anlage des Fliegerhorstes Schafsheide Ober-Olm, heute Flugplatz Mainz-Finthen, gerodet. Zur Entwässerung des undurchlässigen, wasserstauenden Bodens wurde eine weitläufige Drainage angelegt. Dadurch wurde der ursprüngliche Wasserhaushalt nachhaltig gestört. Das ehemalige feuchte Waldgebiet ist deshalb heute ein Halbtrockenwiesen-Biotop.

## Namensgebung und Geschichte
Der Name Finther Wald weist ihn als Besitz der Gemeinde Finthen, heute Mainz-Finthen, aus. Sowohl der Mönchwald, als auch der Finther Wald waren Reststücke eines einst ausgedehnten Reichsforstes, der sich ursprünglich zwischen  Ingelheim und Mainz ausdehnte. Unter Karl dem Großen war dieser zum königlichen Bannforst erklärt worden und gehörte zur Pfalz in Ingelheim.
Mit dem Bedeutungsverlust der Ingelheimer Kaiserpfalz und Schenkungen an Klöster und Adelige setzte die Zerstückelung des Waldes ein. In Folge wurde er über die Jahrhunderte durch Rodungen erheblich dezimiert. An für die Landwirtschaft schlecht nutzbaren Stellen, blieben zunächst Waldinseln erhalten, so auch das aus Mönchwald und Finther Wald bestehende Waldstück. 1783 wurde südöstlich des Finther Waldes das Hofgut Layenhof errichtet. Zur Ausweitung seiner landwirtschaftlichen Nutzfläche wurde bereits zu diesem Zeitpunkt die südöstliche Ecke des Finther Waldes gerodet.
1939 folgte schließlich die fast vollständige Rodung zu Gunsten des Fliegerhorstes. Lediglich zwei minimale Reststücke des Waldes blieben bestehen, um als Tarnung für in den Boden eingetiefte Mannschaftunterstände zu dienen. Diese Wäldchen zählen heute ebenso wie der Ober-Olmer Wald und der Lennebergwald zum Restbestand des ehemaligen königlichen Bannforstes. An den Finther Wald erinnert heute nur noch die im Mainz-Finther Ortsbezirk Layenhof gelegene Straße „Am Finther Wald“.

## Nutzung

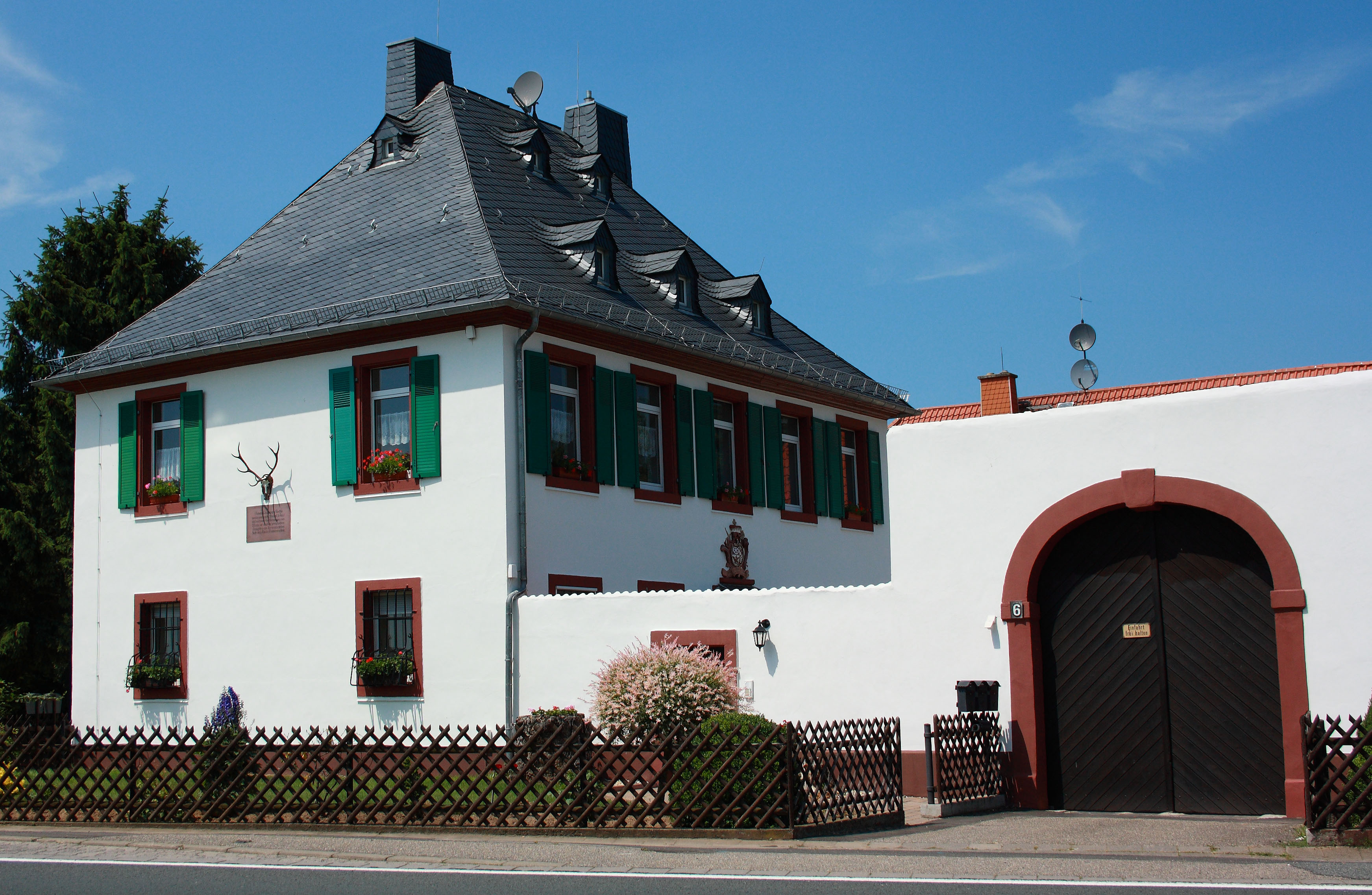
Jagdschloss der Mainzer Kurfürsten

Der Finther Wald diente gemeinsam mit den umliegenden Wäldern ursprünglich der Holzwirtschaft und zur Eichelmast. Noch im 18. Jahrhundert waren die zusammenhängenden Waldgebiete so groß, dass in ihnen gejagt werden konnte. Der Mainzer Erzbischof und Kurfürst Emmerich Joseph von Breidbach zu Bürresheim ließ sogar in der südwestlichen Ecke des Ober-Olmer Waldes 1764 ein Jagdschloss anlegen.
Mit der zunehmenden Reduzierung der Waldflächen insgesamt und der fast vollständigen Rodung des Finther Waldes, verloren auch die ursprünglichen Nutzungsmöglichkeiten ihre Bedeutung. Die kümmerlichen Reste des Finther Waldes wurden bis 1992 militärisch genutzt. Heute trennt es die Wohnbebauung des Layenhofs vom Betriebsgelände des Flugplatzes.